# Onthophagus ashanticola
Onthophagus ashanticola là một loài bọ cánh cứng trong họ Bọ hung (Scarabaeidae).